# Karl Valentin

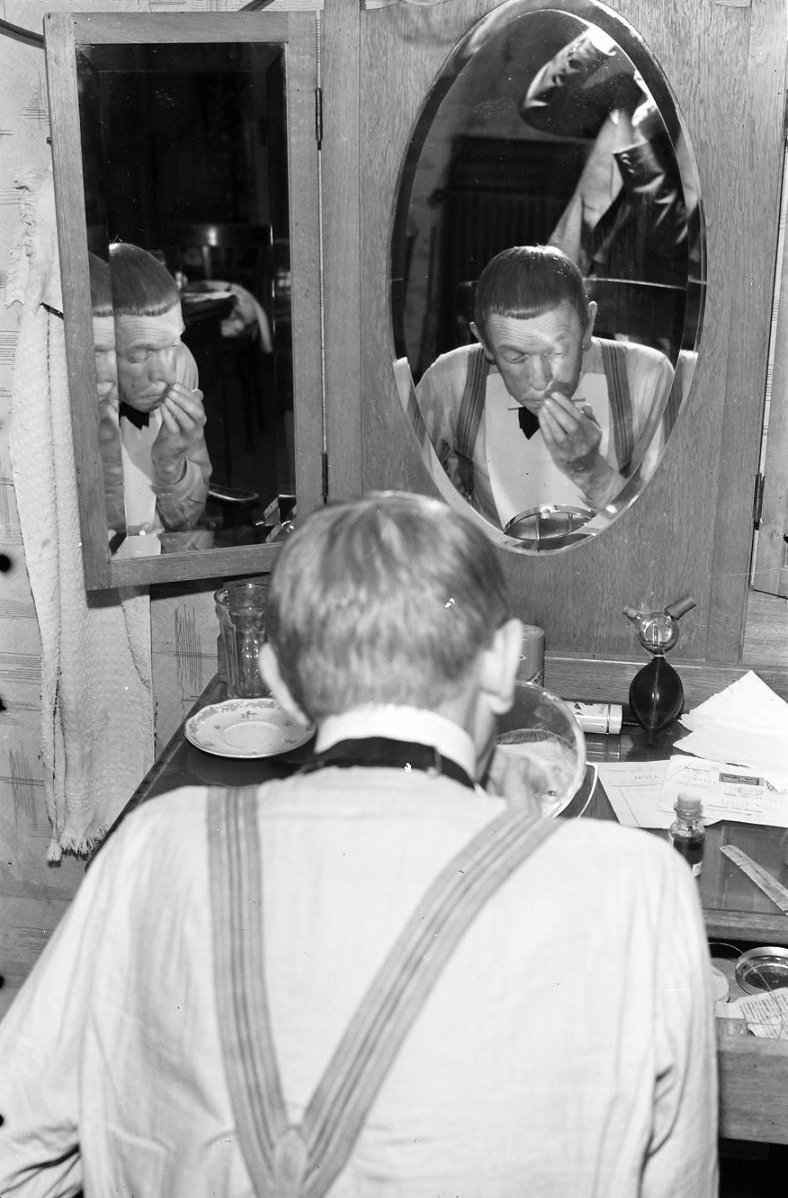
Valentin beim Schminken vor dem Schminkspiegel (1936)

Karl Valentin anhörenⓘ['falɛntiːn] (* 4. Juni 1882 in München; † 9. Februar 1948 in Planegg), mit bürgerlichem Namen Valentin Ludwig Fey, war ein deutscher Komiker, Volkssänger, Autor und Filmproduzent. Er beeinflusste mit seinem Humor zahlreiche Künstler, darunter Bertolt Brecht, Samuel Beckett, Loriot, Gerhard Polt und Helge Schneider.

## Leben

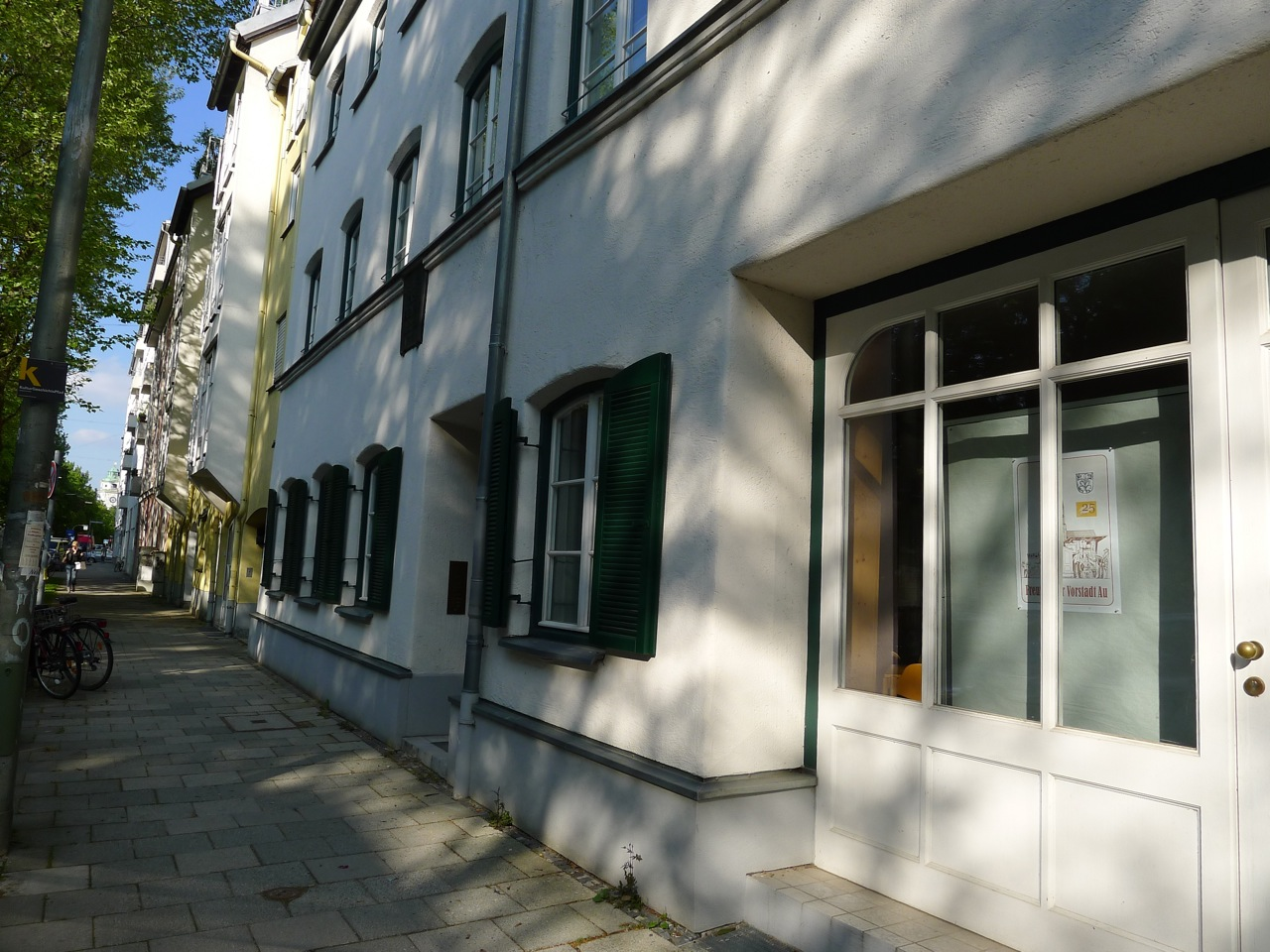
Geburtshaus von Karl Valentin in der Unteren Isargasse 45, heute Zeppelinstraße 41 (2011)

Karl Valentin war der Sohn von Johann Valentin Fey (geboren 1833 in Darmstadt, Großherzogtum Hessen; gestorben 1902 in München) und dessen Ehefrau Maria Johanna Schatte (geboren 1845 in Zittau, Königreich Sachsen; gestorben 1923 in München). Er erlebte seine Kindheit in der Münchner Vorstadt Au als Einzelkind, da seine zwei älteren Brüder Karl und Max Ende 1882 im Alter von acht bzw. sechs Jahren an Diphtherie starben. Von der Volksschule (1888–1895) sprach er später als „Zuchthaus“. Er machte eine Schreiner- und Tischlerlehre und war bis 1901 Facharbeiter. In diese Zeit fielen auch erste öffentliche Auftritte als „Vereinshumorist“. Eine Beziehung zu Gisela Royes (1881–1956), dem Dienstmädchen im Hause Fey, führte schließlich 1911 zur Heirat. Das Paar hatte zwei Töchter, Gisela (1905–2000) und Bertha (1910–1985).
1902 hatte er ein Gastspiel am Varieté Zeughaus in Nürnberg, wo er erstmals als „Karl Valentin“ auftrat. Nach dem Tod des Vaters übernahm Valentin im selben Jahr mit seiner Mutter die Leitung der Speditionsfirma Falk & Fey. 1906 ging die Spedition bankrott, und er zog mit seiner Mutter in deren Heimatstadt Zittau in Sachsen um, was Valentins Sprachgefühl beeinflusste.
Nach einer erfolglosen Tournee durch verschiedene Städte als Charles Fey mit einem selbstgebauten Musikapparat, dem „Lebenden Orchestrion“ kehrte Valentin 1908 nach München zurück, wo er den Monolog Das Aquarium schrieb. Das Engagement an der Volkssängerbühne im „Frankfurter Hof“ beendete seine Geldnöte. Valentin entwickelte in dieser Zeit seine groteske Körpersprache und die sprachspielerische Selbstironie, mit der er auch auf sein Publikum zielte. 1911 traf er Elisabeth Wellano, die als Liesl Karlstadt seine Bühnenpartnerin wurde. 
Valentin wandte sich früh dem neuen Medium Film zu. 1912 mietete er in München ein ehemaliges Käselager und richtete es als Filmstudio ein, um als sein eigener Produzent und Hauptdarsteller tätig zu werden. Schon 1913 musste er wegen technischer Schwierigkeiten dieses Projekt aufgeben. Er arbeitete dann meist mit den großen Münchner Filmfirmen wie ARRI und Bavaria zusammen. Ab 1912 war er Darsteller in etwa 40 Kurzfilmen, die teilweise nach seinen Sketchen gedreht wurden. 1929 drehte Valentin seinen letzten Stummfilm Der Sonderling. 
Wegen seiner Asthmakrankheit musste er während des Ersten Weltkriegs keinen Militärdienst leisten. In dieser Zeit verfasste er verharmlosende Kriegslieder und Sketche. Auf der Bühne inszenierte Valentin ab 1914 sein Bühnenprogramm Tingeltangel (unter anderem mit dem Sketch Die Orchesterprobe) und zwei Dutzend spätere Versionen. 1915 wurde Valentin Direktor des Münchener Kabaretts Wien-München.
Mit Bertolt Brecht parodierte er 1922 dessen neues Schauspiel Trommeln in der Nacht an den Münchner Kammerspielen. Brecht war eng mit Valentin befreundet, den er auch als Künstler sehr schätzte. Ihre Freundschaft begann 1920, eine erste Zusammenarbeit erfolgte im selben Jahr. Brecht hat bei kabarettistischen Sketchen Valentins gelegentlich als Klarinettenspieler mitgewirkt. Die gemeinsame Arbeit beeinflusste das spätere Schaffen Brechts deutlich. Valentin übernahm in dem surrealistischen Film Mysterien eines Frisiersalons von Brecht und Erich Engel eine Hauptrolle neben Karlstadt und Blandine Ebinger. 1922 und 1923 folgten erste Auslandsauftritte in Zürich und Wien, von 1924 bis 1938 Gastspiele in Berlin. Von Valentins „Sprachakrobatik“ waren auch Alfred Kerr und Kurt Tucholsky, der ihn als „Linksdenker“ bezeichnete, begeistert.
1931 eröffnete Karl Valentin ein eigenes Theater (Goethe-Saal) in der Münchner Leopoldstraße, das er allerdings schon nach acht Wochen wieder schließen musste: Valentin beharrte gegenüber der Feuerpolizei auf einem brennenden Zigarettenstummel in einem Sketch. 1932 und 1933 folgten die Mitwirkung Valentins in der Rolle des Direktors eines Wanderzirkus in seinem ersten Tonfilm Die verkaufte Braut, einer Verfilmung der Oper von Bedřich Smetana (Regie: Max Ophüls), und die Verfilmung von Orchesterprobe.
Valentin war auch musikalisch tätig; er lernte als Jugendlicher Zither und später als Autodidakt auch Gitarre, Mandoline, Akkordeon, Klarinette und diverse Blechblasinstrumente.
Sein 1934 eröffnetes Panoptikum für Nonsens musste er nach zwei Monaten wieder schließen, und auch ein zweiter Versuch 1935 scheiterte. Valentin verlor dadurch seine und Karlstadts Ersparnisse; sie erlitt einen Nervenzusammenbruch und musste lange pausieren.

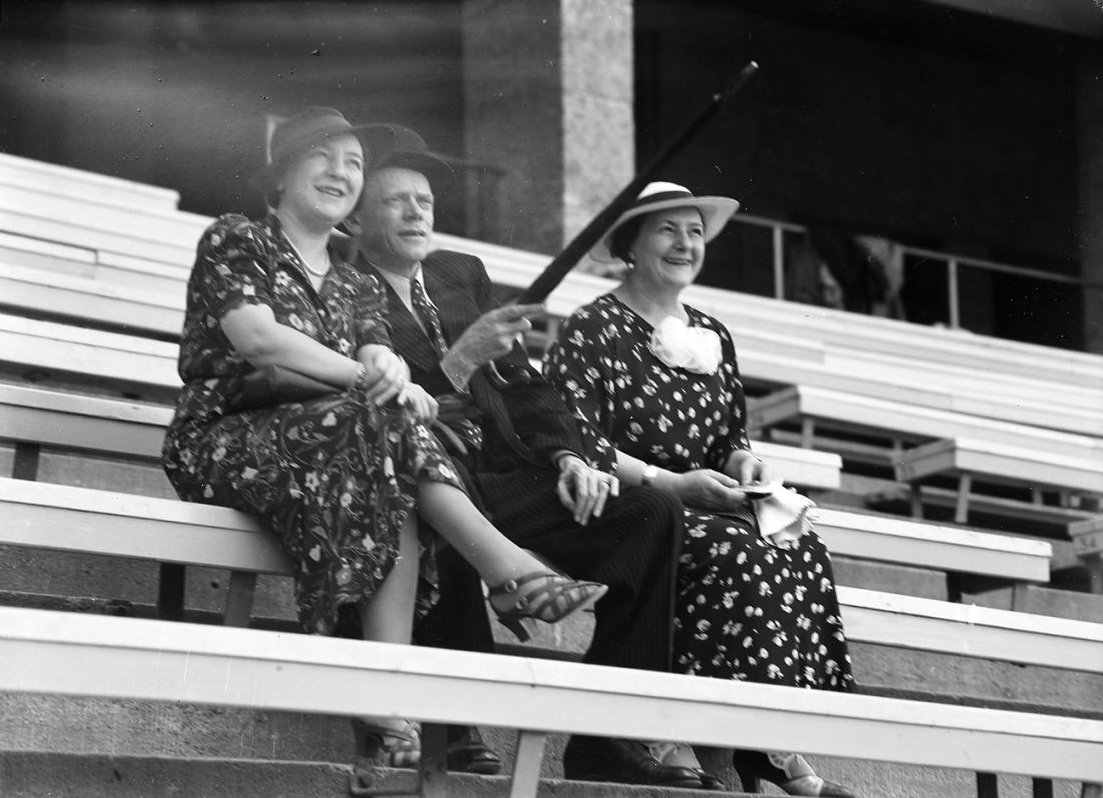
Olympiastadion Berlin 1936: Liesl Karlstadt (links), Karl Valentin (Mitte) und Gisela Fey (rechts)

Dem Nazi-Regime stand Valentin naiv-skeptisch gegenüber; öffentlich äußerte er keine eindeutige Kritik. Vielmehr erschienen seine Beiträge wiederholt in der NS-Presse: So erschienen etwa ab 1937 Vorabdrucke seines autobiographischen Buchprojekts Meine Jugendstreiche in dem Satiremagazin Die Brennessel, im Völkischen Beobachter und in den Münchner Neuesten Nachrichten. Während des Zweiten Weltkrieges bestritt Valentin als Autor des Propagandablatts Münchner Feldpost seinen Lebensunterhalt, zumal er nach dem Panoptikum-Desaster mittellos war.
Trotzdem ließ er sich von den Nationalsozialisten nicht vereinnahmen und riskierte satirische Bilder wie „Auf zum Endsieg“ oder „Das letzte Aufgebot“. Bekannt sind auch seine Bühnenworte „Heil …, heil …, heil …! ja wie heißt er denn nur – ich kann mir einfach den Namen nicht merken.“ Oder auch: „Wie gut ist es doch, dass der Führer nicht Kräuter heißt, sonst müsste man ihn mit ‘Heil Kräuter’ grüßen.“ Einer der „offenen Feldpostbriefe“ – weil er ja nicht jedem Soldaten schreiben kann – ist in den Erinnerungen seiner Tochter veröffentlicht. Er berichtet über Vorkommnisse, Klatsch und Tratsch in der Nachbarschaft. 1941 schrieb er „Die Laugenbrezel“, eine satirische Polemik im Stile einer Hitlerrede, gefunden im Nachlass. 2007 berichtete der Spiegel, dass Valentin den Filmemacher Walter Jerven denunziert habe, indem er behauptet habe, er würde in Wirklichkeit Samuel Wucherpfennig heißen. Walter Jerven konnte jedoch innerhalb von vier Tagen den Ariernachweis erbringen. Aus Gunna Wendts Liesl-Karlstadt-Biographie geht hervor, dass Karl Valentin auch denunzierende, aber folgenlose Äußerungen gegen den Schriftsteller Eugen Roth vorgebracht haben soll.
Der Regisseur Jacob Geis filmte 1936 mit Valentin und Karlstadt Die Erbschaft, in dem ein Ehepaar am Ende nichts als einen Kerzenstummel besitzt. Das NS-Regime verbot den Film wegen „Elendstendenzen“; er wurde erst 1976 uraufgeführt.
Von 1939 an hatte Valentin eine neue Bühnenpartnerin und Geliebte: die 35 Jahre jüngere Annemarie Fischer ersetzte auf der Bühne Liesl Karlstadt. Er eröffnete die Ritterspelunke, eine Mischung aus Theater, Kneipe und Panoptikum, die er allerdings im Juni 1940 wieder schloss, bevor die NS-Behörde den Lagerraum für Requisiten zum Luftschutzkeller machte. Seinen letzten größeren Auftritt hatte Valentin, nun wieder mit Liesl Karlstadt, 1940 im Deutschen Theater.
Von 1941 bis 1947 hatte Valentin keine öffentlichen Auftritte; er schrieb in dieser Zeit Dialoge und Gedichte, die aber nie aufgeführt wurden. Die Familie zog 1941 in ihr Haus im Münchner Vorort Planegg; die Münchner Wohnung wurde bei einem Bombenangriff zerstört. Für den Lebensunterhalt der Familie begann er 1945 Haushaltsartikel anzufertigen. Die Hörspielserie Es dreht sich um Karl Valentin wurde nach fünf Folgen eingestellt, weil sie den Hörern zu pessimistisch war.
1947 und 1948 trat Karl Valentin nach jahrelanger Trennung wieder gemeinsam mit Liesl Karlstadt auf. Der Erfolg blieb jedoch weitgehend aus. Der unterernährte Valentin starb am 9. Februar 1948, einem Rosenmontag, an einer Lungenentzündung. Diese erlitt er, weil er nach einem Auftritt auf der Bühne des Bunten Würfels versehentlich in der Garderobe dieses Kleinkunsttheaters vergessen und eingesperrt wurde (heutige Preysingstraße Nr. 42). Er musste die Nacht in den unbeheizten, eiskalten Räumen verbringen. Die wenigen Münchner Lokale waren eiskalt, es herrschten starker Frost und extremer Brennstoffmangel. Hinzu kam, dass die Lebensmittelzuteilungen inzwischen auf „Hungerrationen“ von täglich 1275 Kilokalorien abgesenkt worden waren (was nur zwei Drittel des Tagesbedarfs eines Erwachsenen deckte).
„Zwei Tage nach seinem Tod, am 11. Februar 1948, es war der Aschermittwoch, wurde Karl Valentin beerdigt. An seinem Grab sprachen ein evangelischer Geistlicher, ein Abgesandter des Photohauses Schaja und ein Mitglied der Internationalen Artisten-Loge, aber kein Vertreter der Stadt München oder der Münchner Theater. Valentin war schon lange vor seinem Tod vergessen, um viele Jahre später wiederentdeckt zu werden als einer der größten Komiker und Clowns des 20. Jahrhunderts.“ Seine Grabstätte befindet sich auf dem Friedhof in Planegg bei München.

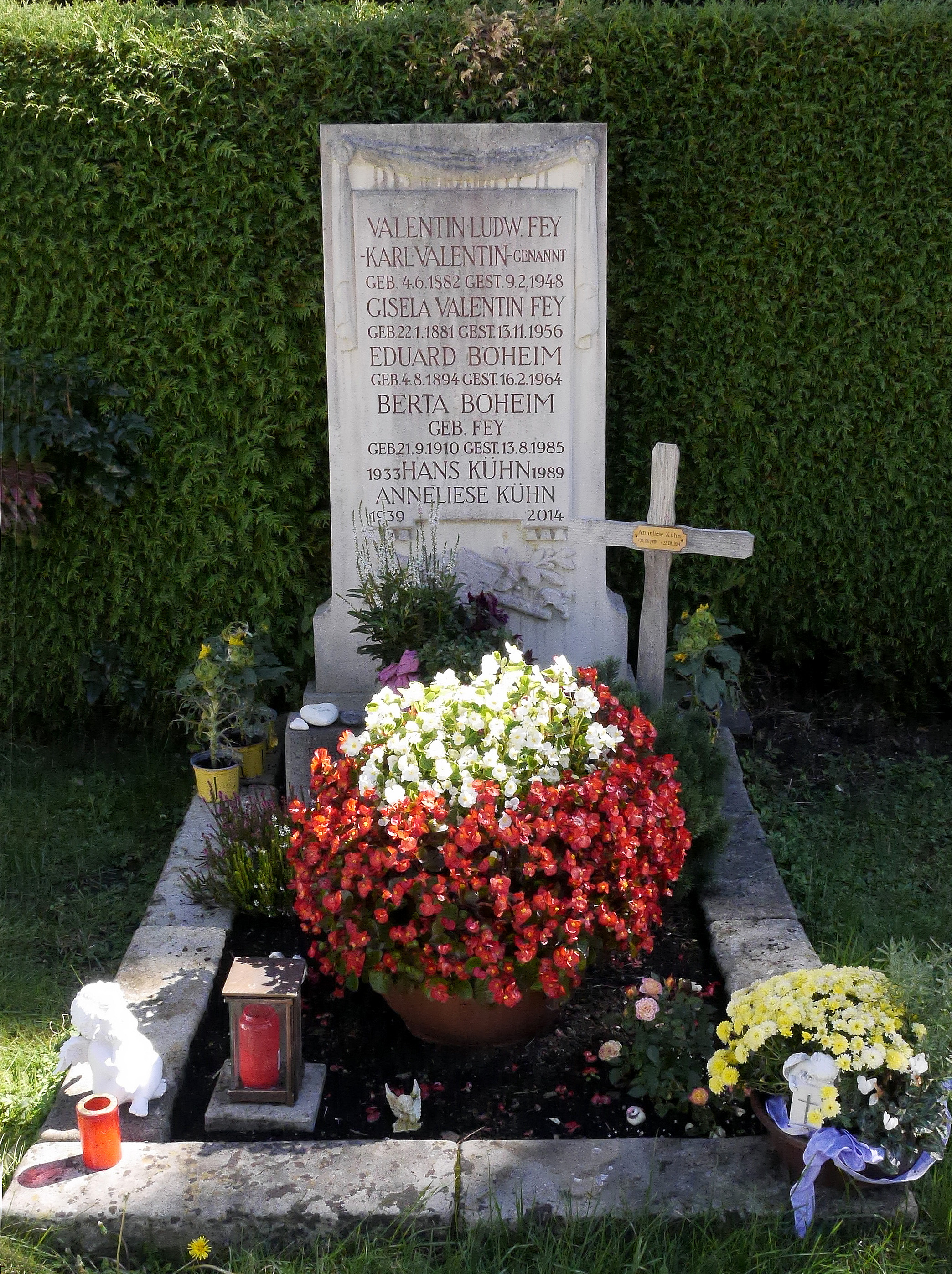
Karl Valentin, Grabstätte in Planegg (2015)

### Panoptikum
Am 21. Oktober 1934 eröffnete Valentin sein Kuriositätenkabinett, das Valentin Panoptikum. Es befand sich im Keller des Hotel Wagner in der Sonnenstraße, und das Konzept war orientiert an im vorigen Jahrhundert gut besuchten Wachsfigurenkabinetten. Was es zu sehen gab, schilderte der Kritiker Herbert Ihering so: „Da stehen in den Ecken Zuschauer, aber es sind Wachsfiguren. Da scheint im Dunkeln der Weg über sumpfiges Wasser zu gehen … plötzlich sinkt man ein … und rechts schillert es, als ob auf dem Grunde des Wassers jemand läge. … Worte werden bildlich dargestellt, Redensarten werden figürlich gemacht.“ Vom Schriftsteller Eugen Roth ist der Satz „Die Ungeheuerlichkeiten dieses verbohrten Hirns, dieses kranken Gemüts übertrafen weit meine schlimmsten Befürchtungen“ überliefert.
Die genehmigte Konzession endete am Jahresende 1934. Valentin probierte es mit einer Wiedereröffnung am 4. Mai des darauffolgenden Jahres. Doch das breite Publikum blieb dem Panoptikum fern. Am 16. November 1935 endete dessen Existenz. Finanziell war das Unternehmen ein Fiasko. Das Defizit zehrte Liesl Karlstadts Geldvermögen auf, die Valentin mit ihren Mitteln beisprang. Einen neuen Versuch mit einem „Lachkeller“ startete Valentin am 18. Juni 1937 im Münchner Färbergraben. Auch hier blieb der Erfolg hinter den Erwartungen zurück.

## Valentin als Sammler

### Münchner Fotografien

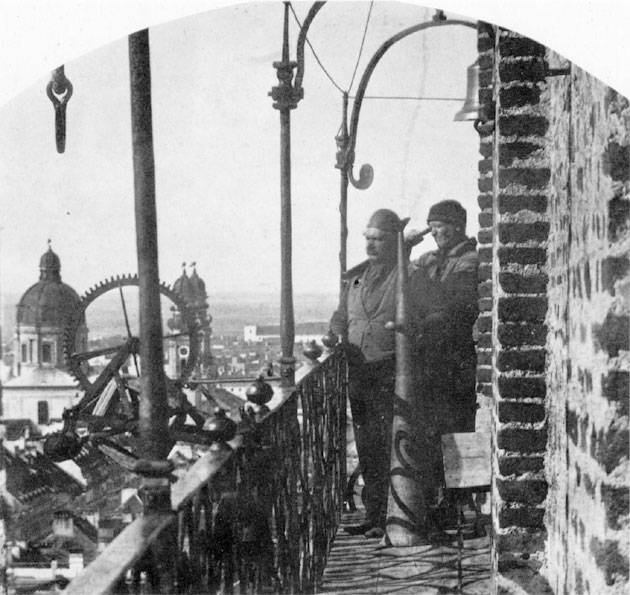
Feuerwächter auf der Peterskirche, Fotografie von Georg Böttger (1865), aus der Sammlung Karl Valentins

Ab etwa 1925 sammelte Valentin Fotografien des alten Münchens, wobei Fotos aus den Jahren 1855 bis 1912 den Schwerpunkt seiner Sammlung bildeten. Diese alten Aufnahmen stammten vorwiegend von den Münchner Photographen Franz Hanfstaengl, Georg Böttger, Ernst Reulbach und Franz Neumayer. Ziel seiner Sammelleidenschaft, die er selber in seinem Ausspruch „A oids Buidl vo München is mehra wert ois a Brillant“ („Ein altes Bild von München ist mehr wert als ein Brillant.“) zum Ausdruck brachte, war die fotografische Dokumentation des früheren Erscheinungsbildes Münchens. In diesem Ziel war er mit dem Münchner Fotografen Georg Pettendorfer verbunden, von dem zahlreiche Aufnahmen durch Valentins Sammlung überliefert sind und den er in einem Brief an Max Amann, den damaligen Reichsleiter für die Presse, als die zuverlässigste Quelle zur Münchner Baugeschichte bezeichnete.
Valentin betrachtete die baulichen und verkehrstechnischen Veränderungen seiner Heimatstadt mit großer Skepsis und wollte mit seiner Sammlung eine fotografische Dokumentation des alten Münchens aufbauen. Mehrmals unternahm er den Versuch, große Fotoausstellungen zu organisieren und dafür Fotografien aus privatem und öffentlichem Besitz als Leihgaben zu erhalten. Um seinem Ziel einer Veröffentlichung der von ihm gesammelten München-Fotografien näher zu kommen, verkaufte Valentin im August 1939 seine Sammlung zum Preis von 20.000 RM an das Stadtarchiv München. Zu diesem Zeitpunkt hatte Valentin über 900 alte Stadtansichten zusammengetragen. Trotz der Übereignung der Sammlung versuchte er auch in den nachfolgenden Jahren immer wieder, Reproduktionen und Abzüge seiner Bilder vom Stadtarchiv zu erhalten, um sie in privaten Ausstellungen zu verwerten. Valentins Bildsammlung wurde nach 1939 in die Fotosammlung des Stadtarchivs München eingeordnet und erst Anfang der 1980er Jahre wieder rekonstruiert.
Neben alten Stadtansichten sammelte Valentin auch Fotografien von Volkssängern und Komikern, die zu dieser Zeit in München auftraten, zudem Innen- und Außenaufnahmen von Münchner Theatern, Varietés und Kleinkunstbühnen. Valentin erwies sich damit als früher Dokumentar der Alltagskultur in einer deutschen Großstadt.

### Ansichtskarten
Karl Valentin war ein großer Sammler von Ansichtskarten. Seine Vorliebe waren Altmünchner Ansichten und populäre Persönlichkeiten. 1928 veranstaltete er eine Postkarten-Ausstellung in München.

### Briefmarken

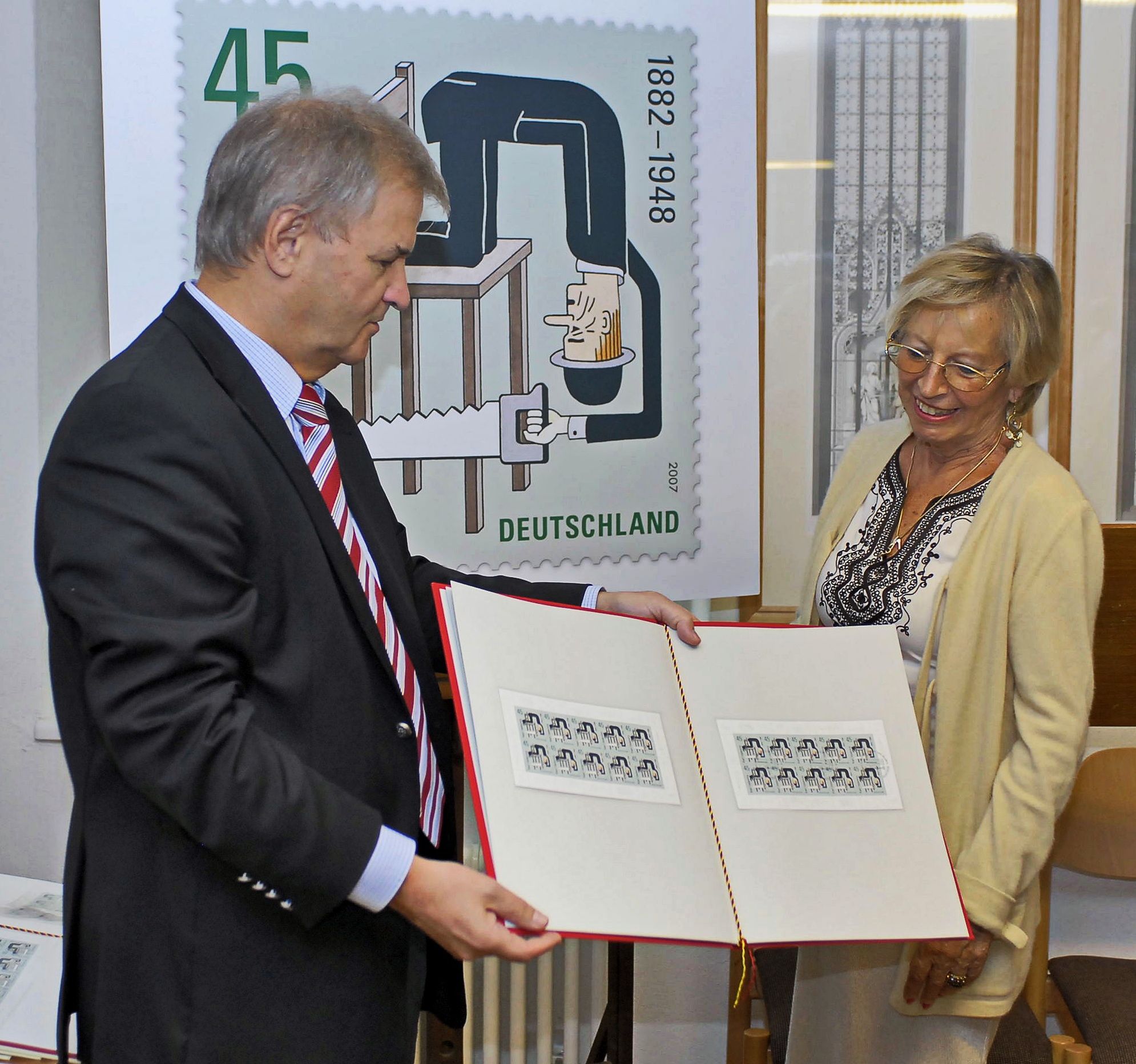
Karl Diller überreicht Anneliese Kühn (Karl Valentins Enkelin) die Erstausgabe der Karl-Valentin-Briefmarke

Es ist nicht klar, ob Valentin ernsthaft Briefmarken sammelte. Dennoch gab es auch Verbindungen zur Philatelie. In seinem letzten Stummfilm Der Sonderling von 1929 spielte er einen Briefmarkensammler, der unbedingt die erste bayerische Briefmarke, den Schwarzen Einser, besitzen wollte. In seinem Panoptikum stellte Valentin zudem eine Sammlung grüner Briefmarken aus. Die Auswahl der Briefmarken für eine Sammlung alleine aufgrund deren Farben war zumindest damals ungewöhnlich.
Zu Valentins 125. Geburtstag erschien am 14. Juni 2007 in Deutschland eine 45-Cent-Sonderbriefmarke (Michel-Nr. 2610), deren gezeichnetes Motiv – Valentin sägt auf einem Stuhl sitzend am Stuhlbein – auf den Valentin-Film Der neue Schreibtisch (von 1913 oder 1914) Bezug nimmt. Bereits am 7. August 2003 war eine deutsche Briefmarke zum Münchner Viktualienmarkt (Michel-Nr. 2356 [bzw. 2379 in Markenheftchen 53]) erschienen, die den dortigen Valentin-Gedenkbrunnen zeigt.

## Wiederentdeckung Valentins
Das Interesse der Stadt München an Karl Valentin hielt sich lange Zeit in Grenzen. Zwar wurde nach Valentins Tod 1948 eine Straße im Stadtteil Forstenried nach ihm benannt, 1953 aber weigerte sich die Stadt, für 7.000 D-Mark von Valentins Witwe seinen Nachlass zu kaufen. Stattdessen erwarb ihn Carl Niessen, Professor am Theaterwissenschaftlichen Institut der Universität zu Köln, für deren theaterwissenschaftliche Sammlung. Der Nachlass ist mittlerweile erschlossen und für die Forschung zugänglich. 1959 wurde in München auf private Initiative Hannes Königs das Valentin-Musäum – später Valentin-Karlstadt-Musäum – im Isartor mit Teilen seines Nachlasses eingerichtet. Erst in den 1960er Jahren wurde Karl Valentin als Komiker in München wiederentdeckt.
Axel von Ambesser war der erste, der nach Valentins Tod wieder eines seiner Stücke inszenierte: 1961 im Wiener Akademietheater Der Firmling mit Hugo Gottschlich und Inge Konradi und dasselbe Stück ein Jahr später, 1962, im Werkraumtheater der Münchner Kammerspiele, dieses Mal mit Rudolf Vogel und Ruth Drexel. Der große Erfolg dieser beiden Aufführungen leitete die Renaissance von Valentins Bühnenstücken ein.
Die gesammelten Kurz- und Spielfilme liegen in einer Edition auf sechs DVDs vor, die der Münchener Filmverlag Film101 herausgebracht hat. 2003 erschien auch das akustische Gesamtwerk Valentins auf acht CDs mit 150 Seiten Text von bekannten Autoren über Valentin im Münchner Label Trikont. Diese bisher einzige „Gesamtausgabe Ton“ enthält 126 Szenen, Stücke und Lieder Karl Valentins mit Liesl Karlstadt und anderen, sowie Unveröffentlichtes und Filmtöne. 2004 wurde die Sprechoper Heimspiel von Andreas Ammer und Sebastian Hess nach Texten von Valentin im Rahmen der Münchner Opernfestspiele im Fußballstadion an der Grünwalder Straße uraufgeführt. Seit 1973 wird jährlich, im Januar, der Karl-Valentin-Orden von der Münchner Faschingsgesellschaft Narrhalla für besondere Verdienste um den Humor verliehen.
Vom 2. Juli bis zum 10. Oktober 1982 gab es zu Valentins 100. Geburtstag im Münchner Stadtmuseum die Ausstellung Volkssänger? Dadaist?
Am 18. Februar 2007 wurde anlässlich seines 125. Geburtstags erstmals der undotierte Große Karl-Valentin-Preis verliehen. Als erste Preisträger wurden Gerhard Polt und die Biermösl Blosn ausgewählt. Preisträger 2010 war Fredl Fesl. 2012 erhielt Helge Schneider den Großen Karl-Valentin-Preis. Zum vierten Mal wurde der Preis am 19. März 2017 an den Kabarettisten Sigi Zimmerschied vergeben. Die Verleihung erfolgt in unregelmäßigen Abständen.
Anlässlich des 125. Geburtstags Valentins erschien auch im Hörverlag München eine großangelegte Themen-Höredition in fünf Teilen mit den beliebtesten und bekanntesten Sketchen.
Am 10. Dezember 2008 lief in der ARD mit Liesl Karlstadt und Karl Valentin eine großangelegte Filmbiografie des Komikerduos.
Am 15. Mai 2012 wurde in München ein Valentin-Karlstadt-Förderverein mit dem Namen Saubande gegründet.
Am 10. Oktober 2020 wurden in Zittau insgesamt vier Gedenktafeln im Beisein von Vertretern des Karl-Valentin-Musäums enthüllt, die die Spuren des Künstlers in der Geburtsstadt seiner Mutter sichtbar machen. Die Tafeln finden sich am Vorstadtbahnhof der Zittauer Schmalspurbahn, in der Bautzener Straße, am Gebäude der Tischlerei Theilig sowie an der Kirche Mittelherwigsdorf.
Nach Valentin wurde der Asteroid (21110) Karlvalentin benannt.

## Valentins Stil, Humor und Tragik

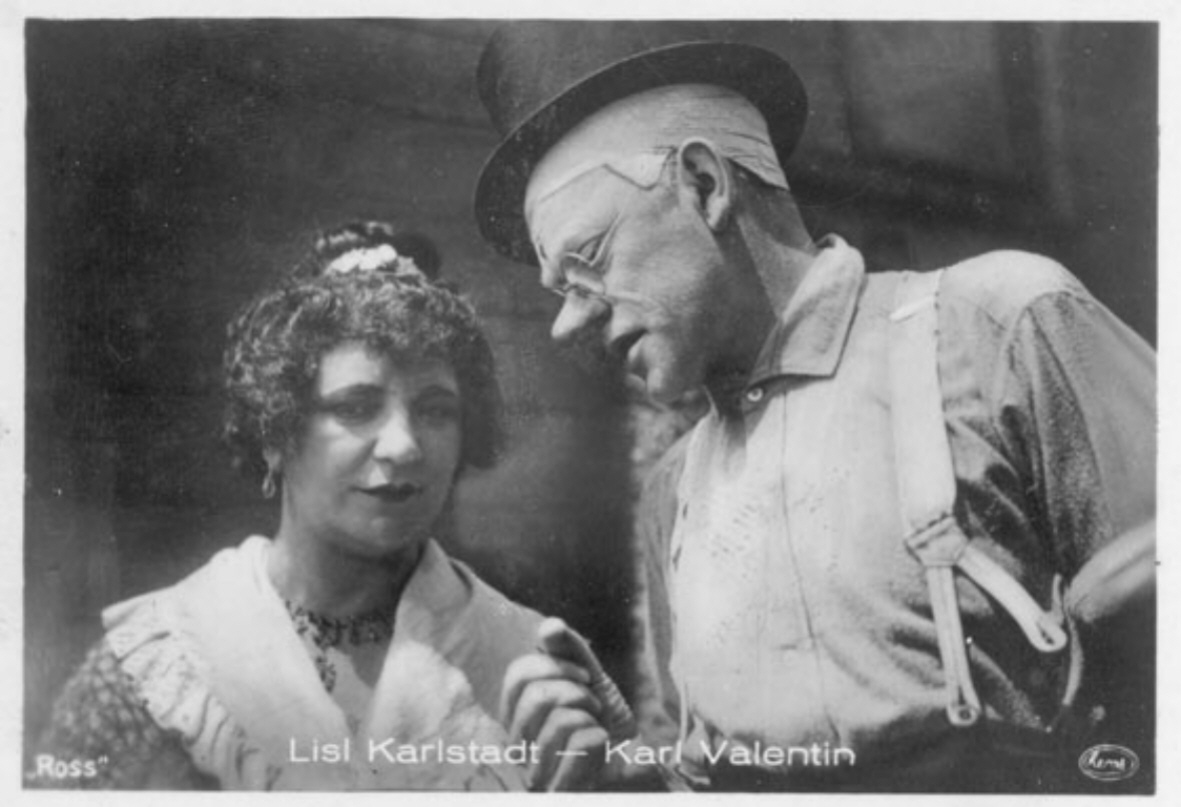
Das Komikerpaar Karlstadt und Valentin (1933)

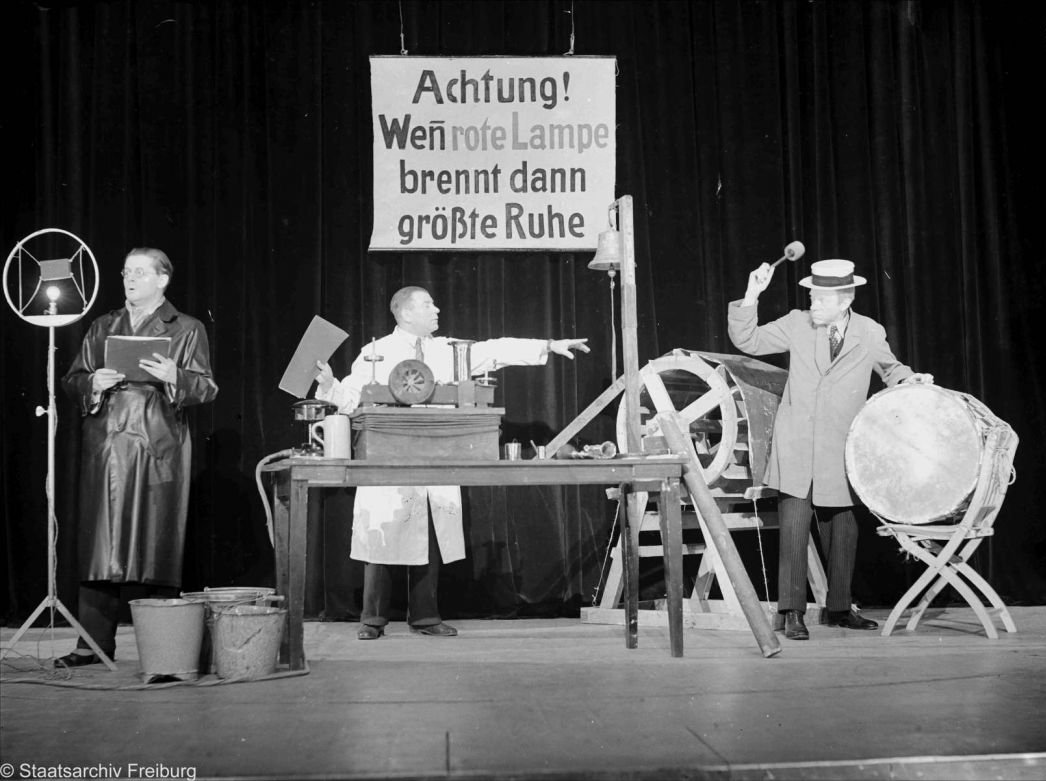
Im Kabarett der Komiker: rechts Valentin (1936)

In seiner Bühnenkunst stand er dem Dadaismus, aber auch dem Expressionismus nahe, obgleich er sich von beiden Stilrichtungen distanzierte. Valentin selbst nannte sich Humorist, Komiker und Stückeschreiber. Der Humor seiner Sketche und Stücke beruhte insbesondere auf seiner Sprachkunst und seinem „Sprach-Anarchismus“; 1924 lobte ihn der Kritiker Alfred Kerr als Wortzerklauberer.
Valentins Sprachwitz zielte besonders auf ihn selbst; unterstützt wurde sein Humor durch seine lange, hagere Gestalt, die er durch slapstickartige Einlagen betonte. Der Pessimismus und die Tragik seiner Komik wurden durch den ständigen Kampf mit alltäglichen Dingen wie der Auseinandersetzung mit Behörden und Mitmenschen genährt, die er auch selbst erlebte. Typisch dafür waren die Brandschutzauflagen für sein Theater 1931, das Valentin nur deshalb nach acht Wochen wieder schloss, weil er in einem Sketch auf einem brennenden Zigarettenstummel beharrte.
Valentins wichtigste Partnerin auf der Bühne war Liesl Karlstadt. Mit ihr gelang ihm 1911 der Durchbruch in München. Fortan trat er mit ihr als Komikerduo in zahlreichen Sketchen auf. Ein spezielles Faible Valentins war seine Ausstellung Panoptikum für Gruseliges und Nonsens – beispielsweise ein „Hungerturm“ und ein Glas Berliner Luft. Allerdings war sie unrentabel und ruinierte ihn und Liesl Karlstadt finanziell.
Erst 55 Jahre nach seinem Tod erschien im Münchner Musiklabel Trikont das akustische Gesamtwerk auf acht CDs, zusammen mit einem 150-seitigen Buch mit Texten von Herbert Achternbusch bis Christoph Schlingensief („Karl Valentin ist für mich einer der größten!“).
Alfred Kerr schrieb über ihn: „Alle lachen. Manche schreien. Woraus besteht er? Aus drei Dingen: aus Körperspaß, aus geistigem Spaß und aus glanzvoller Geistlosigkeit. Der Komiker Valentin ist ein bayrischer Nestroy.“

## Geflügelte Worte Valentins
Primär im süddeutschen Raum haben einige Wortschöpfungen und Szenen aus Karl Valentins Werk Eingang in die Alltagssprache gefunden. Charakteristisch dafür ist es „sich wie Buchbinder Wanninger vorzukommen“, wenn man von einer Telefonnebenstelle zur anderen endlos und erfolglos weitergereicht wird, ohne sein Anliegen richtig vortragen zu können. Auch die Formulierung „Mögen hätt’ ich schon wollen, aber dürfen hab ich mich nicht getraut“ und der eigentümliche Name „Wrdlbrmpfd“, den der Radfahrer Valentin einem Schutzmann bei der Kontrolle seines Fahrzeugs nennt, wurden zu geflügelten Worten.
Karl-Valentin-Zitate finden sich häufig im Internet. Die Nutzungsrechte galten bis 2018. Betreiber kleiner Websites wurden bis zum Jahre 2018 bei Valentin-Zitaten wegen Urheberrechtsverletzung abgemahnt. Die Nutzungsrechte lagen bei der Familie der zwischenzeitlich gestorbenen Valentin-Enkelin Anneliese Kühn (1939–2014). Bei einem veranschlagten Gegenstandswert von 10.000 Euro wurden knapp 900 Euro Anwaltsgebühren gefordert. Eine Abmahnung des Internet-Versandhändlers Amazon durch Kühn scheiterte jedoch vor dem Oberlandesgericht München, da Internet-Versandhändler nicht für die Inhalte der von ihnen vertriebenen E-Books haften.
Seit dem 1. Januar 2019 ist die Urheberrechtsschutzfrist abgelaufen. Dies gilt für alle Werke Karl Valentins mit Ausnahme von 25 Werken, in denen vertraglich seine Bühnenpartnerin Liesl Karlstadt als Co-Autorin festgelegt wurde.

## Werk (Auswahl)

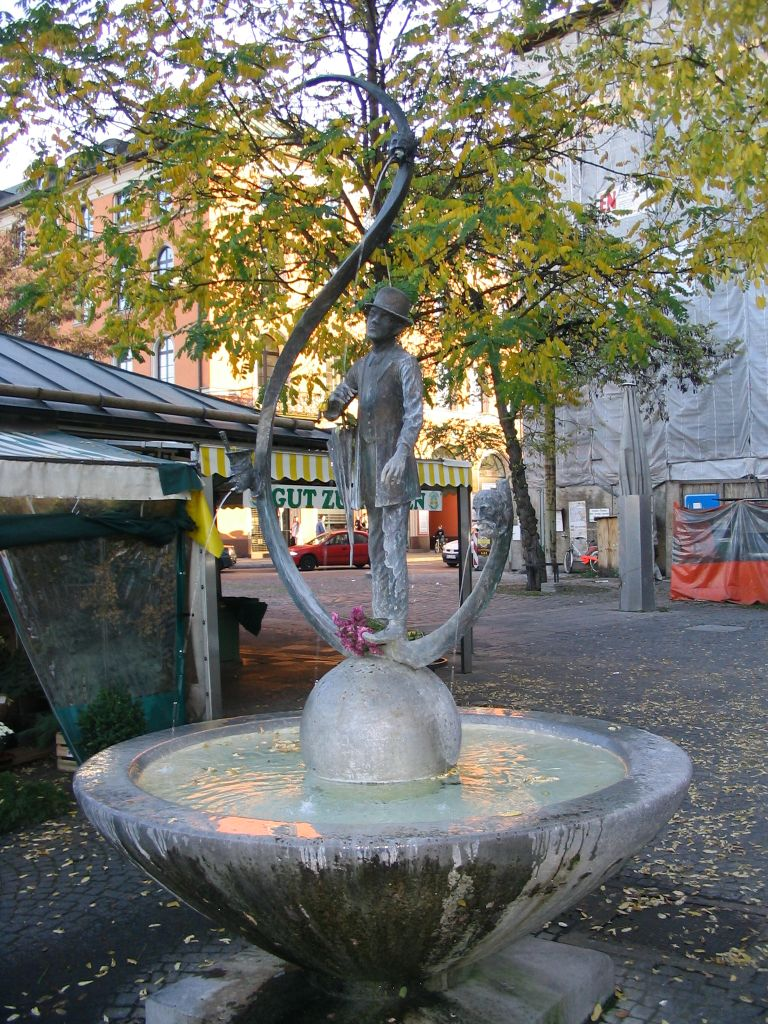
Karl-Valentin-Brunnen von Ernst Andreas Rauch auf dem Viktualienmarkt (2004)

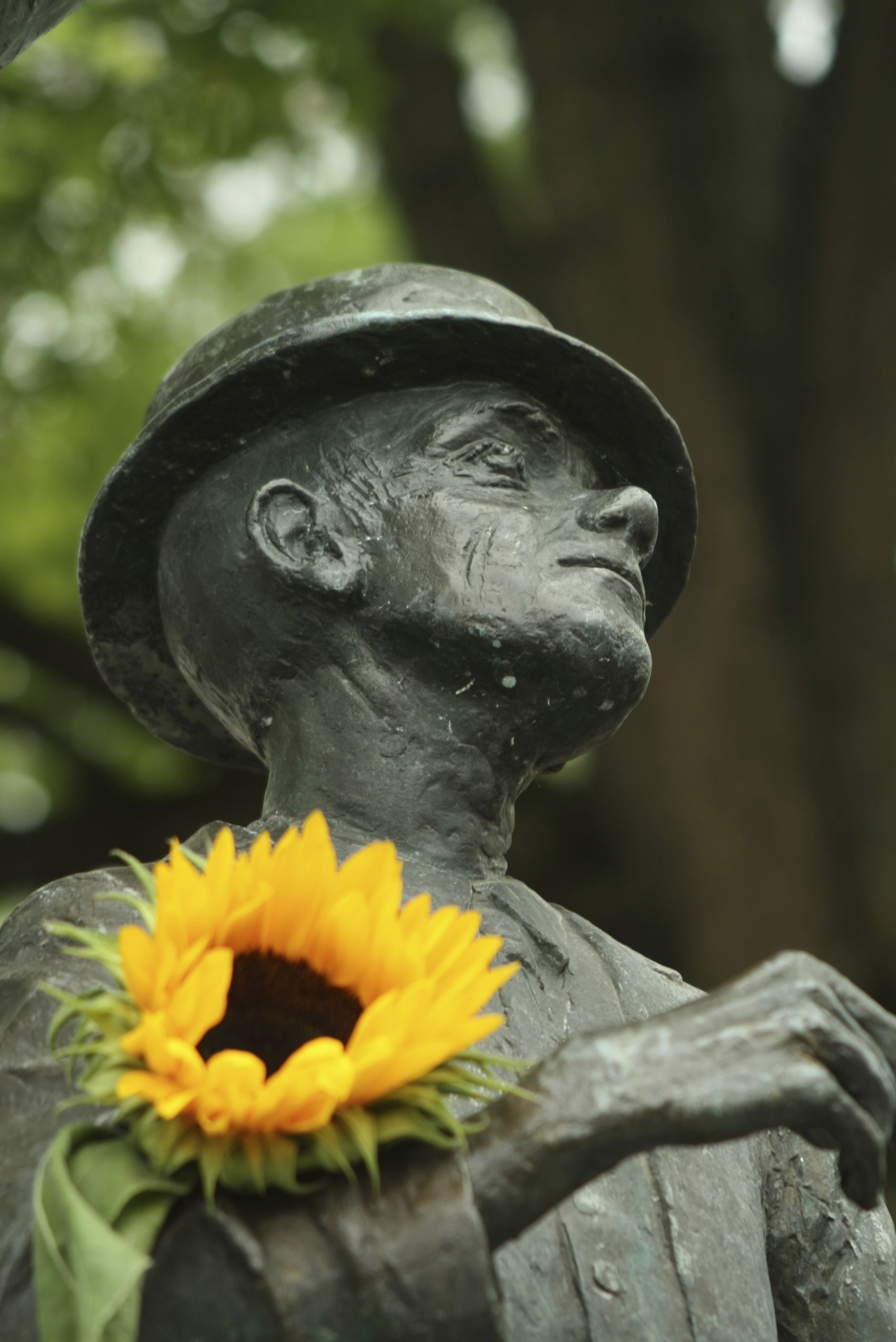
Karl-Valentin-Brunnen von Ernst Andreas Rauch am Münchner Viktualienmarkt (Detail)

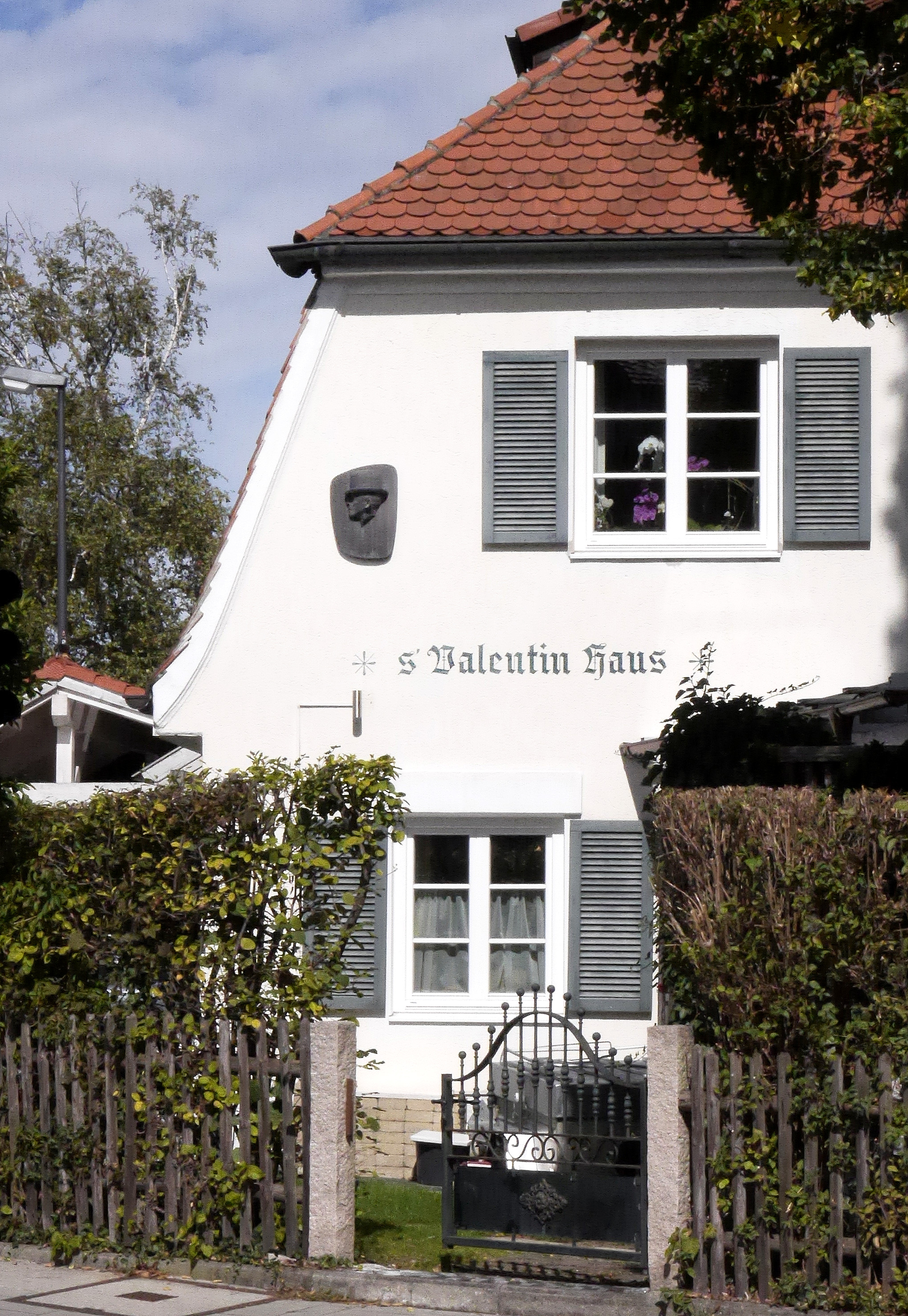
Karl Valentin, Wohnhaus in Planegg

### Kurzfilme (Valentinaden)
- Karl Valentins Hochzeit (1912 oder 1913)
- Die lustigen Vagabunden (1912)
- Karl Valentin privat und im Atelier (1913)
- Der neue Schreibtisch (1913 oder 1914)
- Der entflohene Hauptdarsteller (1921)
- Mysterien eines Frisiersalons (1922)
- Karl Valentin und Liesl Karlstadt auf der Oktoberwiese (1923)
- Der Feuerwehrtrompeter (1929)
- Mit dem Fremdenwagen durch München (1929)
- Karl Valentin als Musikal-Clown (Inhalt: Schlussszene der „Orchesterprobe“, sowie der Sketch „Der Zithervirtuose“, 1929)
- Im Photoatelier (1932)
- Orchesterprobe (1933)
- Der Zithervirtuose (1934)
- Es knallt (1934)
- Der verhexte Scheinwerfer (1934)
- Im Schallplattenladen (1934)
- Der Theaterbesuch (1934)
- So ein Theater! (1934)
- Der Firmling (1934)
- Musik zu Zweien (1936)
- Die Erbschaft (1936)
- Ein verhängnisvolles Geigensolo (1936)
- Die karierte Weste (1936)
- Beim Rechtsanwalt (1936)
- Beim Nervenarzt (1936)
- Selbst Valentin macht mit (Werbefilm für die Deutsche Sparkasse; 1937 oder 1938)
- Nur nicht drängeln (Werbefilm für die Deutsche Sparkasse; 1937 oder 1938)
- München (1938)
- Der Antennendraht/Im Senderaum (1938)
- In der Apotheke (1941)

### Spielfilme
- Der Kinematograph (1920)
- Der Sonderling (1929)
- Die verkaufte Braut (1932, Valentins erster Tonfilm)
- Kirschen in Nachbars Garten (1935)
- Straßenmusik (1936)
- Donner, Blitz und Sonnenschein (1936)

### Verschollene Filme
- um 1913: Der Kuss (Fragment, ohne Titel)
- zwischen 1914 und 1918: Erbsen mit Speck[27]
- 1920: Der Kinematograph
- 1920 oder 1921: Zirkus Schnabelmann
- Um 1920/22: Die Schönheitskonkurrenz oder: Das Urteil des Paris
- Um 1921: Der dritte Schlüssel
- Um 1921: Drei Stunden im Himmel
- Um 1922: Udet-Film
- Um 1922: Verfilmte Anekdoten
- 1922 oder 1923: Die harten Köpfe
- 1923: Orchester- und Fliegerszene(n)
- 1923: Opelwochenschau
- 1928 oder 1929: Die Schreinerwerkstätte
- 1929: Fernkino
- 1931: Die verhexten Notenständer
- 1933: Snip, der springende Punkt
- 1934: Der Geizige oder der Geizhals
- 1934: Der Bittsteller
- 1937: Kohlenreklame
- 1937 oder 1938: Ewig dein
- 1939 oder später: Valentins Wochenschau

### Hörspiele (Auswahl)
- Buchbinder Wanninger.
- Radfahrer und Verkehrsschutzmann.
- Der Trompeter von Säckingen.
- Die Brille.
- Das Aquarium.
- Der Ententraum.
- Der Hutladen.
- Der Schäfflertanz.
- Der verlorene Brillantring.
- Die gestrige Zeitung.
- Der Notenwart.
- Der neue Buchhalter.
- Das Brilliantfeuerwerk.
- Semmelnknödeln.
- Der Spritzbrunnenaufdreher

### Lieder (Auswahl)
- Die alten Rittersleut.
- Das Lied vom Sonntag.

## Werkverfügbarkeit

### Filme auf DVD
- Karl Valentin und Liesl Karlstadt: Die Kurzfilme (3 DVD), München 2002, Verlag Film101
- Karl Valentin und Liesl Karlstadt: Die Spielfilme (3 DVD), München 2004, Verlag Film101,
Inhalt:
  - Kirschen in Nachbars Garten
  - Donner, Blitz und Sonnenschein
  - Der Sonderling
- Karl Valentin und Liesl Karlstadt: Die beliebtesten Kurzfilme, München 2006, Verlag Film101
- Karl Valentin und Liesl Karlstadt: Die Kurzfilme – Neuedition (3 DVD) München 2008, Verlag Film101

### Sämtliche Werke
- Sämtliche Werke in 8 Bänden. Hrsg. von Helmut Bachmaier u. Manfred Faust. Piper, München
  - Bd. 1: Monologe und Soloszenen. 1992, ISBN 3-492-03401-2.
  - Bd. 2: Couplets. 1994, ISBN 3-492-03402-0.
  - Bd. 3: Szenen. 1995, ISBN 3-492-03403-9.
  - Bd. 4: Dialoge. 1995, ISBN 3-492-03404-7.
  - Bd. 5: Stücke. 1997, ISBN 3-492-03408-X.
  - Bd. 6: Briefe. 1991, ISBN 3-492-03406-3.
  - Bd. 7: Autobiographisches und Vermischtes. 1996, ISBN 3-492-03407-1.
  - Bd. 8: Filme und Filmprojekte. 1995, ISBN 3-492-03405-5.
  - Dokumente, Nachträge, Register. 1997, ISBN 3-492-03977-4.
- Karl Valentins Gesammelte Werke. Piper, München Cop 1961, entspricht der Taschenbuchausgabe von
- Michael Schulte: Das große Valentin-Buch. Piper Cop. München 1973

### Einzelausgaben
- Michael Lentz (Hrsg.): Karl Valentin. Das große Lesebuch. Fischer Taschenbuch (Fischer Klassik), Frankfurt a. M. 2019, ISBN 3-596-90710-1.
- Helmut Bachmaier (Hrsg.): Mögen hätt ich schon wollen, aber dürfen hab ich mich nicht getraut! Das Beste aus seinem Werk. Piper, München 1990 u. ö., ISBN 3-492-11162-9.
- Elisabeth Veit (Hrsg.): Das Beste von Karl Valentin. Ungekürzte Taschenbuchausgabe. Piper, München 2001, ISBN 3-492-23392-9.
- Helmut Bachmaier (Hrsg.): Buchbinder Wanninger: Sprachclownerien und Grotesken. Reclams Universal-Bibliothek 8941. Reclam, Stuttgart 1993, ISBN 3-15-008941-7.
- Karl Valentin: Die Fische blieben von der Sintflut verschont. Mit Klischeezeichnungen und Linolschnitten von Svato Zapletal. Svato, Hamburg 2003, ISBN 3-924283-64-8.
- Dieter Wöhrle (Hrsg.): Mein komisches Wörterbuch: Sprüche für alle Lebenslagen. Piper, München 2006, ISBN 3-492-24604-4.
- Karl Valentin u. a.: Ja, so warns die alten Rittersleut – Alte, neuere und ganz neue Ritterverse. Hieber, München 1967.
- Karl Valentin: Was war wahr? Was wahr war! Anekdotisches Gesammelt von Hannes König mit einem Vorwort von Bertl Böheim-Valentin. Offenbach (am Main), Kumm 1973, ISBN 3-7836-0041-3.
- Karl Valentin (= Poesiealbum. 322). Lyrikauswahl: Matthias Biskupek, Grafik von Rainer Ehrt. Märkischer Verlag, Wilhelmshorst 2016, ISBN 978-3-943708-22-6.
- Karl Valentin: Riesenblödsinn. Auswahl aus dem Gesamtwerk. Fischer-Taschenbuch, Cop. 1975

### Hörbücher
- Sie sind ein witziger Bold / Karl Valentin. Eine Audiographie. Gesprochen von Christine Urspruch, Edi Jäger und Peter Lohmeyer. Live-Mitschnitt von der lit.cologne 2007. Random house Audio, Köln 2007, ISBN 978-3-86604-671-9.
- Der unbekannte Valentin. Interpr.: Gerhard Polt, Gisela Schneeberger, Biermösl Blosn. Textauswahl u. Regie: Jürgen Geers. Kein & Aber Records, Zürich 2002, ISBN 3-0369-1118-9.
- Auf geht’s zur Wiesn! Hier bin ich Mensch, hier darf ich’s sein … ein Oktoberfestspaziergang. Mit Karl Valentin … Regie: Hanns Christian Müller. Megaeins, Berlin / München 2004, ISBN 3-9809826-0-2.
- Der Firmling: und andere Querelen. Gesprochen von Karl Valentin und Liesl Karlstadt. Der Hörverlag, München 2002, ISBN 3-89940-008-9.
- Karl Valentin Höredition:
- Karl Valentin und die Frauen. Gesprochen von Karl Valentin und Liesl Karlstadt. Der Hörverlag, München 2007, ISBN 978-3-86717-048-2.
- Karl Valentin und die Gesundheit. Gesprochen von Karl Valentin und Liesl Karlstadt. Der Hörverlag, München 2007, ISBN 978-3-86717-047-5.
- Karl Valentin und die Musik. Gesprochen von Karl Valentin und Liesl Karlstadt. Der Hörverlag, München 2007, ISBN 978-3-86717-050-5.
- Karl Valentins sprachliche Wirrungen. Gesprochen von Karl Valentin und Liesl Karlstadt. Der Hörverlag, München 2007, ISBN 978-3-86717-049-9.
- Karl Valentins wahrhaftige Weltbetrachtung. Gesprochen von Karl Valentin und Liesl Karlstadt. Der Hörverlag, München 2007, ISBN 978-3-86717-046-8.
- Karl Valentin – Im Besonderen. (Ganze Edition zum 125. Geburtstag von Karl Valentin), Gesprochen von Karl Valentin und Liesl Karlstadt. Der Hörverlag, München 2007, ISBN 978-3-86717-051-2.
- Karl Valentin und Liesl Karlstadt – Aufnahmen aus den Jahren 1927–1949. Preiser Records, Wien (vertrieben durch Hörsturz Booksound in 85435 Erding):
  - Teil 1: 1992, ISBN 3-902027-43-6.
  - Teil 2: 1996, ISBN 3-902027-77-0.
  - Teil 3: 1998, ISBN 3-902027-88-6.
  - Teil 3: 2000, ISBN 3-902028-99-8.
- Karl Valentin und Liesl Karlstadt: ein Porträt. Von Karin Köbernick. Regie: Ferdinand Ludwig. Sprecher: Sylvia Heid. Hessischer Rundfunk, Frankfurt am Main 2000, ISBN 3-89844-205-5. (Kabarettgeschichte(n))
- Geschichten aus der Nachkriegszeit. Sprecher: Karl Valentin, Liesl Karlstadt. Der Hörverlag, München 1995, ISBN 3-89584-107-2. (Audio books: Literatur).
- Andreas Koll, Achim Bergmann (Hrsg.): Karl Valentin – Gesamtausgabe Ton: 1928–1947. Das akustische Gesamtwerk von Karl Valentin. Trikont, München 2002, ISBN 3-89898-300-5.
- Monika Dimpfl, Achim Bergmann (Hrsg.): Liesl Karlstadt. Verrückte Märchen und komische Lieder. Aufnahmen 1919–1955. Trikont, München 2001.
- Unerhörtes von Karl Valentin. TeBiTo, Pliening 2002, ISBN 3-934044-56-5.
- Das Leben des Karl Valentin. Produzent: Michael Schulte. Audiobuch Verlag, 2004, ISBN 3-89964-071-3.
- Der unbekannte Valentin. Produktion: text&ton. Verlag kein & aber, Zürich 2002, ISBN 3-0369-1118-9.

## Filme über Karl Valentin
- Karl Valentin: Wahnwitz & Widersinn. Dokumentation, BR 2004, 45 min, Autor: F. X. Karl
- Deutsche Lebensläufe: Karl Valentin – Ein Hungerkünstler. Dokumentation, 60 Min., ein Film von Franz Xaver Karl, Produktion: BR/SWR, Erstsendung: 3. Februar 2005
- Liesl Karlstadt und Karl Valentin. Spielfilm von Jo Baier, Produktion: BR. Mit Johannes Herrschmann, Hannah Herzsprung u. a. Gedreht in den Bavaria Filmstudios und der Sendlinger Danklstraße. Premiere: 25. Juni 2008 auf dem Münchner Filmfest.
- Wrdlbrmpfd! Karl Valentin: Der Unverstandene. Film von Andreas Ammer. 44 min. BR 2019.[28]

### Biographien
- Matthias Biskupek: Karl Valentin. Eine Bildbiographie. Gustav Kiepenheuer, Leipzig 1993, ISBN 3-378-00546-7.
- Monika Dimpfl: Karl Valentin. Biografie. Deutscher Taschenbuch-Verlag, München 2007, ISBN 978-3-423-24611-8 (dtv premium 24611).
- Roland Keller: Karl Valentin und seine Filme. Heyne, München 1996, ISBN 3-453-10859-0 (Heyne-Bücher. 32 = Heyne Filmbibliothek. 239).
- Josef Memminger: Karl Valentin. Der grantige Clown. Pustet, Regensburg 2011, ISBN 978-3-7917-2309-9 (Kleine Bayerische Biografien).[29]
- Michael Schulte: Karl Valentin. Mit Selbstzeugnissen und Bilddokumenten dargestellt. 6. Aufl. Rowohlt, Reinbek bei Hamburg 2000, ISBN 3-499-50144-9 (Rororo 50144. Rowohlts Monographien).
- Michael Schulte: Karl Valentin. Eine Biographie. Hoffmann & Campe, Hamburg 1982, ISBN 3-455-06600-3.
- Michael Schulte: Das Leben des Karl Valentin. Eine klingende Biographie mit zahlreichen Originalaufnahmen. Sprecher: Walter Schmidinger, Josef Bierbichler u. a. 7 CDs. Jubiläumsedition. Audiobuch, Freiburg im Breisgau 2004 (Produktionsjahr 1995), ISBN 3-89964-071-3.
- Michael Schulte, Peter Syr (Hrsg.): Karl Valentins Filme. Alle 29 Filme, 12 Fragmente, 344 Bilder, Texte, Filmographie. Mit einem Nachwort von Helmut Bachmaier. 2. Aufl. Neuausgabe. Piper, München u. a. 1989, ISBN 3-492-10996-9 (Piper. 996).
- Wolfgang Till (Hrsg.): Karl Valentin. Volkssänger? DADAist? Katalog der Ausstellung zum 100. Geburtstags Karl Valentins im Münchner Stadtmuseum vom 2. Juli bis 3. Oktober 1982. Buchhandelsausgabe. Schirmer-Mosel, München 1982, ISBN 3-88814-106-0.
- Bertl Valentin: Du bleibst da, und zwar sofort! Mein Vater Karl Valentin. R. Piper Verlag, München 1971, ISBN 3-492-01897-1.
- Alfons Schweiggert: Ein g’schpinnerter Teifi: Karl Valentins letzte Jahre. München-Verlag, München 2013, ISBN 978-3-7630-4004-9.

### Sekundärliteratur
- Helmut Bachmaier (Hrsg.): Kurzer Rede langer Sinn. Texte von und über Karl Valentin. Piper, München u. a. 1990, ISBN 3-492-10907-1 (Piper 907).
- Richard Bauer (Hrsg.): Das alte München. Photographien 1855–1912. Gesammelt von Karl Valentin. Schirmer-Mosel, München 1982, ISBN 3-88814-108-7. (Bilderauswahl)
- Richard Bauer, Eva Graf: Karl Valentins München: Stereoskop-Photographien von 1855 bis 1880. Heinrich Hugendubel-Verlag, Kreuzlingen / München 2007, ISBN 978-3-7205-3044-6.
- Monika Dimpfl: „… die Ungeheuerlichkeiten dieses verbohrten Hirns.“ Die Geschichte von Karl Valentin’s Panoptikum. Bayerischer Rundfunk, München 2005.
- Erich Engels: Philosophie am Mistbeet. Ein Karl-Valentin-Buch. Süddeutscher Verlag, München 1969.
- Wilfried Feldhütter: „Schneiden Sie auch rote Haar?“ Karl Valentin und Bertolt Brecht. Ein szenisches Doppelporträt. Bayerischer Rundfunk, München 1986.
- Valentin, Karl. In: Günter Formery: Das große Lexikon der Ansichtskarten: eine Enzyklopädie der Philokartie. Phil Creativ, Schwalmtal 2018, ISBN 978-3-928277-21-1, S. 330
- Michael Glasmeier: Karl Valentin. Der Komiker und die Künste. Carl Hanser Verlag, München u. a. 1987, ISBN 3-446-14999-6 (Literatur als Kunst).
- Klaus Gronenborn: Karl Valentin. Filmpionier und Medienhandwerker. Henschel Verlag u. a., Berlin u. a. 2007, ISBN 978-3-89487-588-6 (Kinematograph 23), (Ausstellungskatalog).
- Haus der Bayerischen Geschichte, Valentin-Karlstadt-Musäum München (Hrsg.): An jedem Eck a Gaudi. Karl Valentin, Liesl Karlstadt und die Volkssänger (= Edition Bayern. Sonderheft 4). Verlag Friedrich Pustet, Regensburg 2011, ISBN 978-3-7917-2401-0.
- Axel Hauff: Die Katastrophen des Karl Valentin. Argument-Verlag, Berlin 1978; Die einverständigen Katastrophen des Karl Valentin. (aus: Argument-Sonderband AS3, 1976: Vom Faustuns bis Karl Valentin. Der Bürger in Geschichte und Literatur.)
- Wilhelm Hausenstein: Die Masken des Münchner Komikers Karl Valentin. Alber, München 1948 (2. Aufl. als: Die Masken des Komikers Karl Valentin. Süddeutscher Verlag, München [1976], ISBN 3-7991-5894-4).
- Roland Keller: Karl Valentin und seine Filme. Heyne, München 1996, ISBN 3-453-10859-0 (Heyne-Bücher. 32 = Heyne-Filmbibliothek. 239).
- Gudrun Köhl, Erich Ortenau: Karl Valentin in der Geschichte der Komiker. Unverhau, München 1984, ISBN 3-920530-76-4 (Schriftenreihe des Valentin-Musäums).
- Anneliese Kühn: Mein Opa Karl Valentin. Rosenheimer Verlagshaus, Rosenheim 2008, ISBN 978-3-475-53952-7.
- Elisabeth Münz, Erwin Münz (Hrsg.): Geschriebenes von und an Karl Valentin. Eine Materialiensammlung 1903 bis 1948. Vorwort von Hans-Reinhard Müller. Süddeutscher Verlag, München 1978, ISBN 3-7991-6020-5.
- Klaus Pemsel: Karl Valentin im Umfeld der Münchner Volkssängerbühnen und Varietés. Unverhau, München 1981, ISBN 3-920530-60-8 (Schriftenreihe des Valentin-Volkssänger-Musäums), (Zugleich: München, Univ., Diss., 1980).
- Alfons Schweiggert: Karl Valentins Panoptikum. Wie es ächt gewesen ist. Süddeutscher Verlag, München 1985, ISBN 3-7991-6256-9.
- Alfons Schweiggert: Ja lachen Sie nur. Die schönsten Karl Valentin-Anekdoten und -Witze. Bayerland, Dachau 1996, ISBN 3-89251-223-X.
- Alfons Schweiggert: Karl Valentin und die Frauen. Ehrenwirth, München 1997, ISBN 3-431-03519-1.
- Alfons Schweiggert: Karl Valentins Stummzeit. Grünwalder und Planegger Jahre 1941 bis 1945. Buchendorfer Verlag, München 1998, ISBN 3-927984-73-6.
- Alfons Schweiggert: Karl Valentin. Der Münchnerischste aller Münchner. MünchenVerlag, München 2007, ISBN 978-3-937090-15-3.
- Alfons Schweiggert: Was gibt’s da zum Lachen. Neue Valentin-Anekdoten und -Witze. Bayerland, Dachau 2008, ISBN 978-3-89251-391-9.
- Alfons Schweiggert: Karl Valentin und die Politik oder die Einmischung in die Nichteinmischung. Mit einem Vorwort von Gerhard Polt. Verlag St. Michaelsbund, München 2011, ISBN 978-3-939905-84-4.
- Alfons Schweiggert: Karl Valentin. Ich bin ja auch kein Mensch. Ich bin ein Bayer. Unbekanntes, Skurriles, Rätselhaftes. Husum Verlag, Husum 2011, ISBN 978-3-89876-577-0.
- Helmut Schwimmer: Karl Valentin. Eine Analyse seines Werkes mit einem Curriculum und Modellen für den Deutschunterricht. Oldenbourg, München 1977, ISBN 3-486-03401-4 (Analysen zur deutschen Sprache und Literatur).
- Armgard Seegers: Komik bei Karl Valentin. Die sozialen Mißverhältnisse des Kleinbürgers. Pahl-Rugenstein, Köln 1983, ISBN 3-7609-5137-6 (Pahl-Rugenstein-Hochschulschriften Gesellschafts- und Naturwissenschaften. 137), (Zugleich: Hamburg, Univ., Diss., 1982).
- Gabriele Stadler: Das tragikomische Paar Liesl Karlstadt und Karl Valentin. Bayerischer Rundfunk, München 1990.
- Friedrich Tulzer: Karl Valentin und die Konstituenten seiner Komik. Heinz, Stuttgart 1987, ISBN 3-88099-189-8 (Stuttgarter Arbeiten zur Germanistik 185), (Zugleich: Wien, Univ., Diss., 1986).
- Karl Valentin: Mögen hätt' ich schon wollen – Skurrile Sprüche & Bilder. Rosenheimer Verlagshaus, Rosenheim 2007, ISBN 978-3-475-53843-8.
- Karl Valentin: Mein komisches Wörterbuch. Piper, München 1986.
- Martin Maier SJ: Der Mensch ist gut, nur die Leute sind schlecht. Mit Karl Valentin Sinn und Wahnsinn des Lebens entschlüsseln. Herder, Freiburg 2012, ISBN 978-3-451-32497-0.
- Wegweiser durch das Valentin-Musäum. München 1990.
- Karl Stankiewitz: Münchner Originale. Fotografien aus der Sammlung Karl Valentin im Stadtarchiv München. Allitera Verlag, München 2019, ISBN 978-3-96233-104-7.
- Alfons Schweiggert: Karl Valentin. Von der Kunst, so nicht kochen zu können, dass man es nicht essen muss. Biografisches aus dem Leben eines Hungerkünstlers. Allitera Verlag, München 2020, ISBN 978-3-96233-191-7.
- Klaus Gronenborn: Valentin, Karl. In: Neue Deutsche Biographie (NDB). Band 26, Duncker & Humblot, Berlin 2016, ISBN 978-3-428-11207-4, S. 697 (Digitalisat).